# Nyctimene varia
Nyctimene varia is een vleermuis uit het geslacht Nyctimene die voorkomt op Celebes en in de Molukken. Hij behoort tot de N. albiventer-groep. Over deze soort is zeer weinig bekend. De vorm varius K. Andersen, 1910 wordt als een ondersoort van N. minutus gezien. Het is een kleine soort, met een voorarmlengte van rond de 50 mm.